# ジェイデン・ダニエルズ
ジェイデン・ダニエルズ（Jayden Daniels, 2000年12月18日 - ）は、アメリカ合衆国カリフォルニア州ファンタナ出身のプロアメリカンフットボール選手。NFLのワシントン・コマンダースに所属している。ポジションはクォーターバック。

## 経歴

### ハイスクール

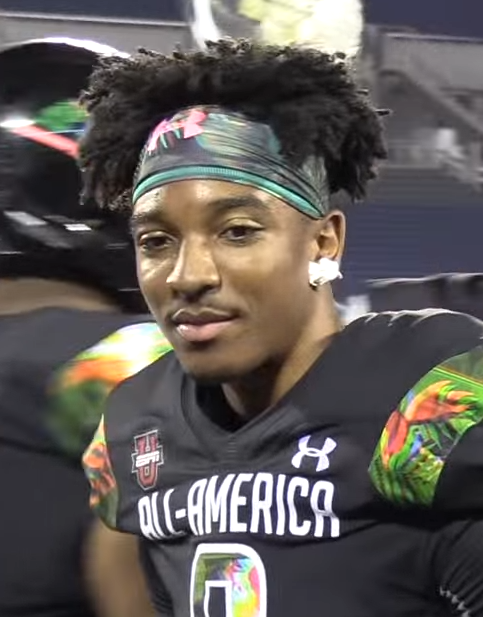
アンダーアーマー・オールアメリカンゲームでのダニエルズ
（2019年）

高校通算で14,007パスヤード、170のパッシングTD、3,635ランヤード、41のラッシングTDを記録。また、フットボールの他にハードル競走や100m走などの陸上競技でも活躍した。
主要サイトから4つ星評価され、25の大学からオファーを受けた中で、アリゾナ州立大学へ進学した。

### カレッジ

#### アリゾナステート

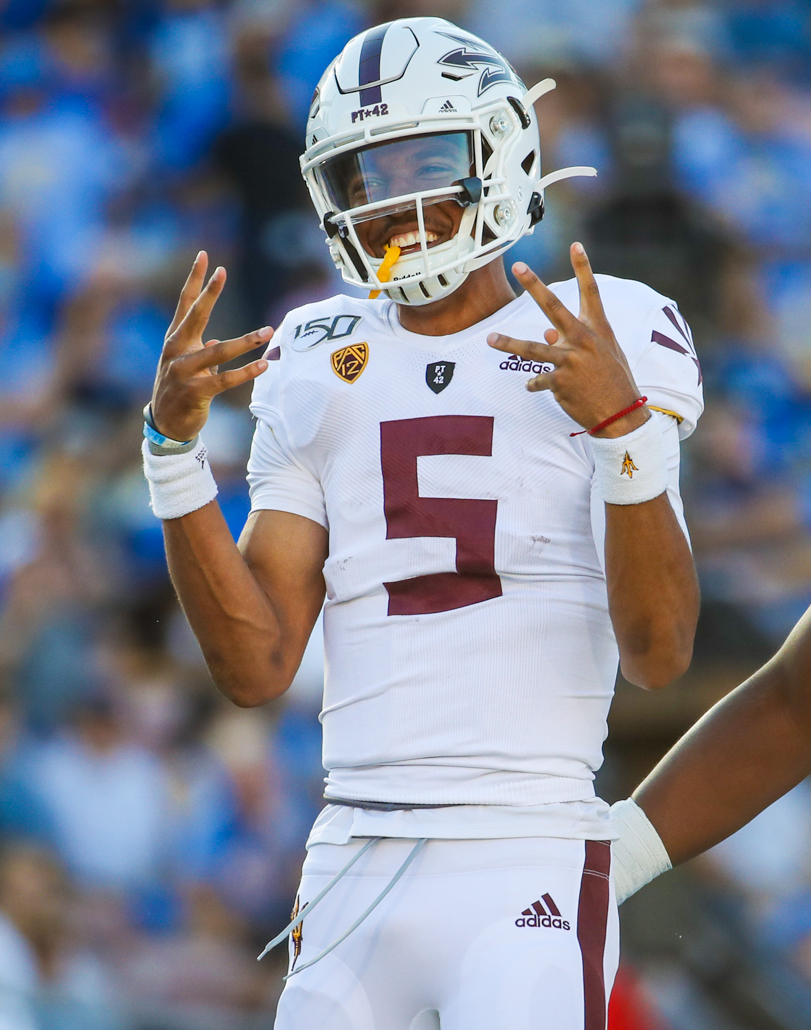
アリゾナ州立大学でのダニエルズ
（2019年）

1年目の2019年シーズンから先発を務め、全米ランキング6位のオレゴン大学に勝利するなど活躍した。フロリダ州立大学とのサンボウルでも勝利した。
2020年シーズンは新型コロナウイルスの影響でシーズンが短縮され、4試合の出場となった。アリゾナ大学戦では70-7で勝利した。
2021年シーズンは8勝5敗の成績だったが、10のパッシングTDに対しインターセプトも10を記録するなど苦戦した。
2021年シーズン開幕前にはアリゾナ州立大学がリクルートに関する複数の規定違反を犯し、NCAAから捜査を受けているなどの報道があり、ダニエルズの母が飛行機代として1,100ドルを支払っていたことも明らかになった。これらの事情もあり、LSUへ転校した。

#### LSU
2022年シーズンは2,913パスヤード、17のパッシングTD、3つのインターセプト、885ラン獲得ヤード、11のラッシングTDを記録した。

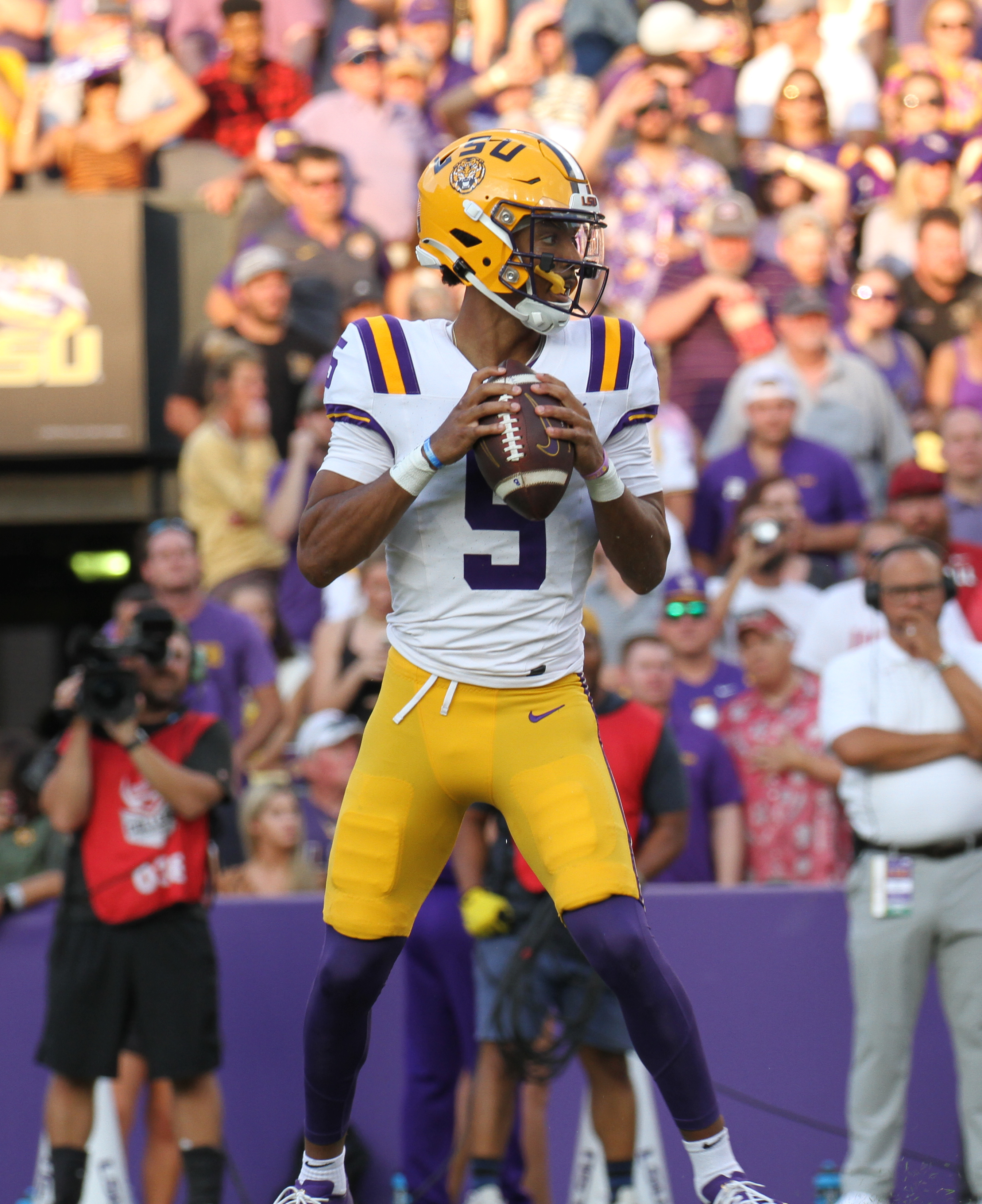
LSUでのダニエルズ
（2024年）

2023年シーズン、2023年11月10日のフロリダ大学戦で372パスヤード、3つのパッシングTD、234ランヤード、2つのラッシングTDを記録して勝利した。カレッジフットボールにおいて、1試合で350以上のパスヤード、200以上のランヤードを記録した史上初の選手となった。シーズン全体では3,812パスヤード、40のパッシングTD、4つのインターセプト、1,134ランヤード、10のラッシングTDを記録し、AP通信カレッジフットボール最優秀選手賞、ウォルター・キャンプ賞などを受賞。LSUの選手としては史上3人目となるハイズマン賞を受賞した。

#### 個人成績
| シーズン         | 試合             | 試合             | 試合             | パス             | パス             | パス             | パス             | パス             | パス             | パス             | パス             | ラン             | ラン             | ラン             | ラン             | ラン |
| シーズン         | 試合             | 先発             | 記録             | 試投             | 成功             | 成功 確率        | ヤード           | 平均             | TD               | Int              | レー ティ ング   | 回数             | ヤード           | 平均             | TD               |      |
| アリゾナステート | アリゾナステート | アリゾナステート | アリゾナステート | アリゾナステート | アリゾナステート | アリゾナステート | アリゾナステート | アリゾナステート | アリゾナステート | アリゾナステート | アリゾナステート | アリゾナステート | アリゾナステート | アリゾナステート | アリゾナステート |      |
| ---------------- | ---------------- | ---------------- | ---------------- | ---------------- | ---------------- | ---------------- | ---------------- | ---------------- | ---------------- | ---------------- | ---------------- | ---------------- | ---------------- | ---------------- | ---------------- | ---- |
| 2019             | 12               | 12               | 8-4              | 205              | 338              | 60.7             | 2,943            | 8.7              | 17               | 2                | 149.2            | 125              | 355              | 2.8              | 3                |      |
| 2020             | 4                | 4                | 2-2              | 49               | 84               | 58.3             | 701              | 8.3              | 5                | 1                | 145.7            | 33               | 223              | 6.8              | 4                |      |
| 2021             | 13               | 13               | 8-5              | 197              | 301              | 65.4             | 2,380            | 7.9              | 10               | 10               | 136.2            | 138              | 710              | 5.1              | 6                |      |
| LSU              |                  |                  |                  |                  |                  |                  |                  |                  |                  |                  |                  |                  |                  |                  |                  |      |
| 2022             | 14               | 14               | 10-4             | 266              | 388              | 68.6             | 2,913            | 7.5              | 17               | 3                | 144.5            | 186              | 885              | 4.8              | 11               |      |
| 2023             | 12               | 12               | 9-3              | 236              | 327              | 72.2             | 3,812            | 11.7             | 40               | 4                | 208.0            | 135              | 1134             | 8.4              | 10               |      |
| 通算             | 55               | 55               | 37-18            | 953              | 1438             | 66.3             | 12,749           | 8.9              | 89               | 20               | 158.4            | 617              | 3,307            | 5.4              | 34               |      |

### ワシントン・コマンダース
| 6 ft 3+5⁄8 in (192 cm)    | 210 lb (95 kg) | 32+1⁄2 in (83 cm) | 9+3⁄8 in (24 cm) |
| Values from LSU's Pro Day |                |                   |                  |

2024年のNFLドラフトにて全体2位でワシントン・コマンダースから指名された。ドラフト後、LSUでチームメイトだったマリーク・ネイバーズと新人王が誰になるか1万ドルで賭けを行っていたことが発覚し、リーグのギャンブルポリシーに関する指導を受けた。2024年6月14日に4年総額3,775万ドルのルーキー契約を結んだ。
2024年シーズン、第1週のタンパベイ・バッカニアーズ戦に先発出場してNFLデビューし、パスとランで合計272ヤード、2つのラッシングTDを記録。NFLデビュー戦で80ランヤード、2つのラッシングTDを記録した史上初のクォーターバックとなった。第3週のシンシナティ・ベンガルズ戦で、NFLルーキー記録となるパス成功確率91.3%を記録した。全試合に先発し、第17週にチームをワイルドカードでプレーオフに導いた。